# Фрир-Холл
Фрир-Холл (англ. Frere Hall) — одно из немногих хорошо сохранившихся зданий в Карачи со времён британского владычества. Фрир-Холл был назван в честь сэра Генри Бартла Эдварда Фрира (1815—1884), который был известным человеком в Карачи. С 2011 года Фрир-Холл стал открыт для публики, по воскресеньям здесь проходит книжная ярмарка.

## История холла
Из двенадцати проектов, представленных полковником Клэром Уилсоном, был выбран один. Строительство началось в 1863 и окончилось в 1865 году, Самуэль Мэнсфилд (комиссар Синда) торжественно открыл Фрир-Холл. Общая стоимость этого проекта составила 180 000 рупий. Фрир-Холл построен в венецианском стиле и использовался в качестве городской ратуши Карачи.
После террористической атаки на здание консульства США (которое расположено на одной улице с Фрир-Холлом), зал был объявлен закрытым для посещения публикой в течение нескольких лет вплоть до 2011 года.

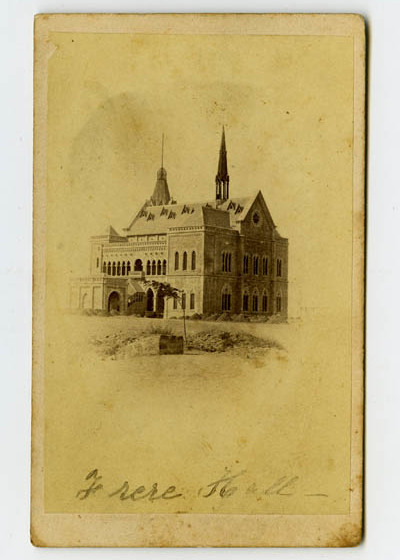
Фрир-Холл в 1860 году
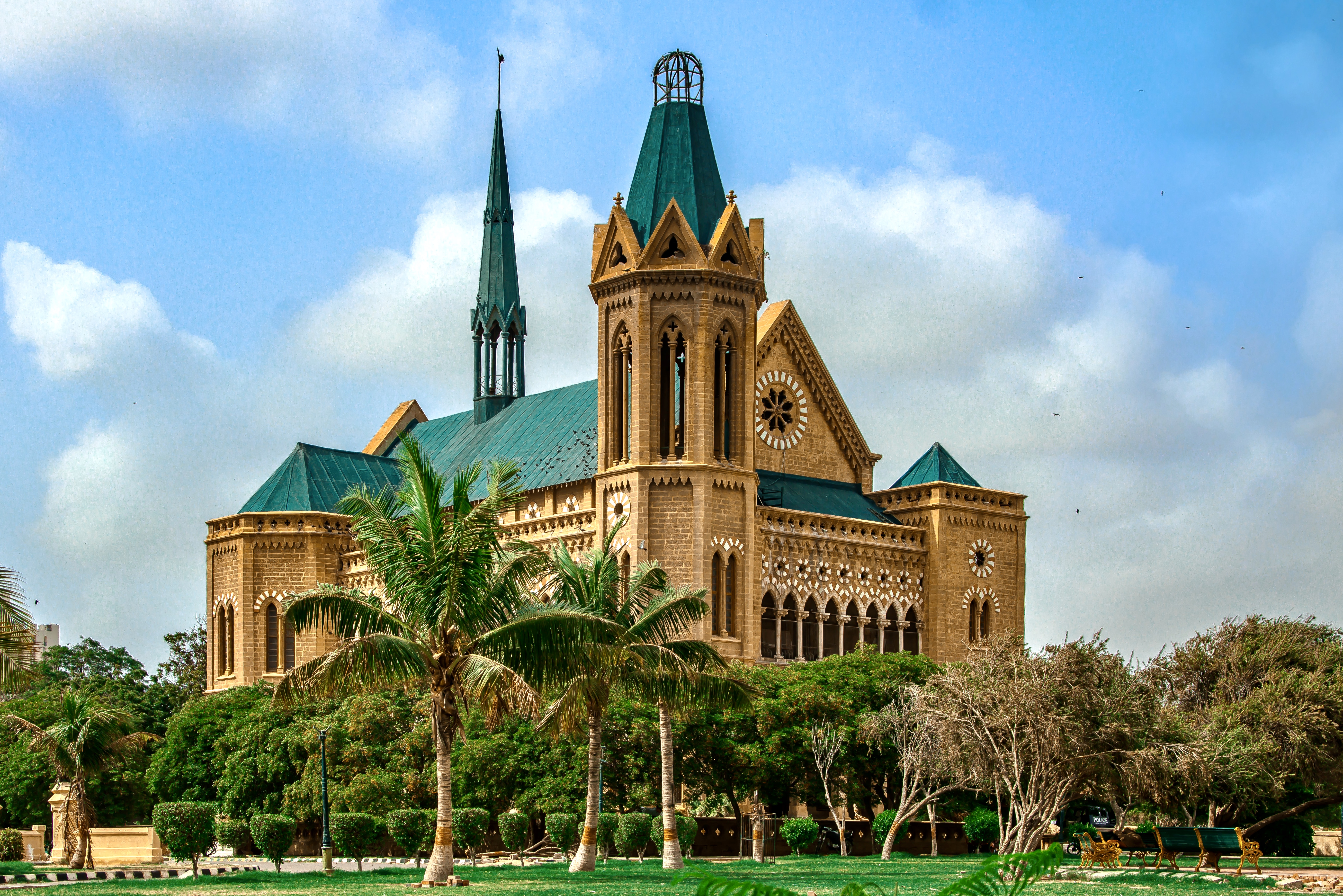
Фасад здания со стороны парка
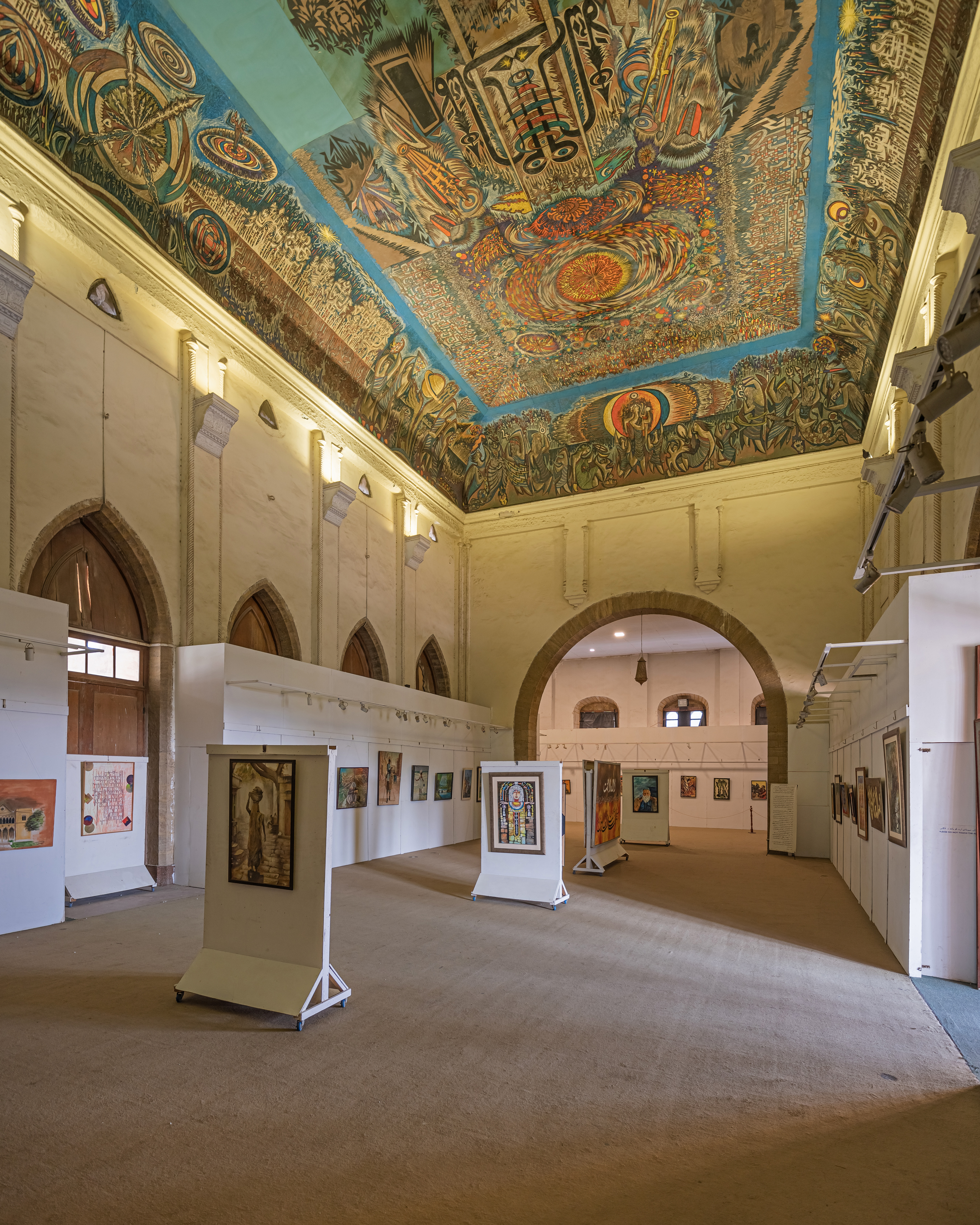
Интерьер